# Llei dels tres estadis
La Llei dels tres estadis és una proposta de llei sobre història enunicada per Auguste Comte en el marc del positivisme i segons la qual cada branca del coneixement humà passa per tres etapes teòriques successives d'accés al saber: teològica, metafísica i positiva.
Serveix al filòsof francès per a fundar la sociologia, nova ciència que vindria tot seguit a la química, la física, la fisiologia, respectivament. És el producte de la Revolució Francesa. Comte estava convençut que calia donar per clausurada la revolució mitjançant una ciència que fes passar l'ésser humà d'un estadi de raonament metafísic cap a un estadi de raonament científic.
La teoria dels tres estadis també posa fill a l'agulla i funda el positivisme.
Una de les principals crítiques a fer a Auguste Comte és concebre una classificació jeràrquica, de superiors i inferiors, per a totes les religions existents al món. Hi col·loca al capdavall el cristianisme al capdamunt i fa de la ciència una nova religió. La iniciativa és en aquest aspecte política, més que científica i vol allunyar-se de l'esperit de la Il·lustració en retreure als seus autors d'elaborar un raonament metafísic de la realitat. La sociologia, però, s'acaba formant com a ciència i s'allunya mica en mica d'aquest caire polític.

## La Llei dels tres estadis

### Origen de la idea
Al segle xviii s'intenta des de diversos autors reorganitzar una mica el coneixement i fundar o refundar les ciències humanístiques. Giambattista Vico n’és un i destaca per haver-se iniciat a la “filosofia de la història” [trd.] que volia presentar com a nova ciència. Amb una cerca força documentada, segons l'enciclopèdia Universalis, escriu Science nouvelle relative à la nature commune des nations (1725), on hi formula una teoria de les tres edats. L’autor pren la història com a fet plenament humà i en tant que responsable de voler formar les futures elits polítiques, es dedica a reformular la història. La teoria de les tres edats permet al filòsof establir unes tres etapes fonamentals de l’evolució històrica de la humanitat, d’una edat de les divinitats a una edat dels homes.
Auguste Comte és el responsable d’haver fundat la sociologia a través de la seva Llei dels tres estadis, però veiem amb els treballs de Giambattista que hi ha un context que va permetre a Auguste Comte formular la seva teoria. De fet, treu part del seu treball o reflexió de la feina elaborada sobre la reforma social de Condorcet. Tanmateix, Giambattista Vico va exercir influència en el cercle de savis d’època, segons fa saber l’enciclopèdia Larousse.
En aquest context Claude-Henrie de Rouvroy de Saint-Simon hauria adquirit coneixements en història gràcies a l’historiador Augustin Thierry, que fou el seu primer secretari. Saint-Simon va estudiar el passatge de l'edat feudal a l'edat industrial, fet que posa de manifest la influència que va tenir la publicació de Vico. Ho formalitza a L’Industrie (1816-1817). Auguste Comte, que fou el primer secretari de Saint-Simon, s'apropia dels treballs d’aquest (1817-1824) i publica l’abril del 1822 un opucle de Suite des travaux ayant pour objet de fonder le système industriel, du contrat social, titulat Prospectus des travaux scientifiques nécessaires pour réorganiser la société. Amb això formula la Llei dels tres estadis.

### Intencionalitat de la idea
Auguste Comte està convençut que la industrialització de la societat farà passar l'ésser humà a una etapa de cientifisme pur. Vol contribuir-hi però considera que per a arribar-hi cal una ciència que estudiï l'home comú, és a dir, allò que hui designaríem com a societat o home en societat. Aquesta voluntat s'acaba traduint amb el ròssec del temps en la formulació d'una ciència a banda, la sociologia. El context ens permet entendre-ho. Comte es troba davant de canvis polítics, econòmics i socials cabdals. Políticament el continent europeu bascula cap a l'era dels estats nació. Econòmicament la industrialització s'està menjant el feudalisme de l'edat mitjana. Tots dos fenòmens canvien de peus a cap la societat. El seu interès és tenir una ciència que es col·loqui al capdavant de les altres ciències dins una línia cronològica (jerarquia de les ciències) i que ho totalitzi tot. Es tracta de fer física sobre la societat.

La llei dels tres estadis vindria a explicar-nos el procés de raonament pel qual Auguste Comte resol formalitzar la sociologia. Dins, intercala entre el feudalisme i la industrialització una edat de la metafísica, cosa que plastifica a Plan des travaux scientifiques nécessaires pour réorganiser la société (1824).
"Degut a la naturalesa mateixa de l'esperit humà, cada branca del nostre coneixement està necessàriament sotmesa a una dinàmica que passa sucessivament per tres estadis teòrics diferents: l'estadi teològic o fictici, l'estadi metafísica o abstracte; a la fi, l'estadi científic o positiu."

Auguste Comte, 1824 
Aquesta nova ciència es fa a favor d'un positivisme, que vol dir, a favor de quelcom constructiu i que es diferenciï de l'etapa obscurantista o fosca anterior.
El raonament de Comte ens diu que l'ésser humà va passar primer d'una etapa on tot s'explicava mitjançant la religió, fins trobar les seves respostes fora d'aquesta, tot i que encara amb imprecisions i errades. És l'etapa metafísica que Comte insereix entre el feudalisme i la industrialització. Considera que l'edat metafísica és una manifestació de l'esperit ja exhaurida, però que dona peu a les ciències. El filòsof considera que la metafísica i la teologia foren útils abans de la Revolució Francesa, però l'adveniment de la modernitat s'explica per un desenvolupament del coneixement i és ací on la ciència adquireix un rol importantíssim, gairebé fundador d'aquesta modernitat. La metafísica o teologia ja no són útils per a mantenir la unitat i cohesió social en aquest adveniment modern.
Atès que no es pot retrocedir en el temps, Comte argueix que el règim teològic ja no es pot restablir, talment com volia Joseph de Maistre (Du pape). I, per tant, només la comuntiat de savis pot posar un punt final a allò que Comte qualifica d'"anarquia mental", de manera a, finalment, acabar la Revolució. Dins aquesta esquema de pensament, Comte no troba l'abandó de la metafísica com una cosa dolorosa, "no hi perdem res en aquest canvi" [trd.] (Catéchisme positiviste). Es tracta, de fet, més d'una renúncia que d'un trencament. Tot plegat hauria de permetre arribar a un regne indestruïble de l'esperit científic que hauria de triomfar sobre l'"anarquia social".

## Descripció de la Llei dels tres estadis
En proposar una teoria encarregada de descriure "plenament l'evolució intel·lectual de la humanitat" [trd.], Comte proposa una filosofia de la història. D'aquesta teoria n'existeixen formulacions distintes. La primera és a Plan des travaux scientifiques nécessaires pour réorganiser la société (1822), la segona a Cours de philosophie positive (1830-1842) i la tercera a Discours sur l'esprit positif (1844). D'aquestes tres formulacions, és la darrera la més completa, ja que distingeix dins mateix dels estadis, formes o fases transitòries.

### L'estadi teològic o fictici
A l'estadi teològic, l'home hi cerca de forma gairebé exclusiva, l'origen de totes les coses, la causa essencial, primera o final, de diversos fenòmens que l'afecten directament, sempre mitjançant les divinitats i els esperits.
L'estadi teològic, designat igualment com a estadi feudal, correspon a l'edat mitjana i l'Antic Règim, segons Comte. Les relacions socials s'hi analitzen com el resultat de la idea sobrenatural de dret diví. Correspondria, escriu Comte, a una fase de "canvis polítics successius al si de l'espècie humana i en direcció sobrenatural immediata, exercida d'una manera continuada des del primer home fins al present" [trd.].
Comte afegeix que "malgrat indispensable inicialment, de totes totes, el primer estadi s'ha de concebre ençà sempre com a provisional i preparatori" [trd.]. I, tanmateix, reconeix que aquest estadi ha estat durant molt de temps "tan indispensable com inevitable". En això, el seu argument es diferencia de la crítica radical feta a l'edat mitjana i duta a terme pels filòsofs del Segle de les Llums.

#### La primera fase: el fetitxisme
Comte defineix el fetitxisme com la tendència "consistent a atribuir sobretot a éssers exteriors una vida essencialment anàloga a la nostra" [trd.]. L'etapa fetitxista està marcada per un elevat antropocentrisme. S'hi veneren astres que constitueixen la forma paradigmàtica. L'animisme s'hi pot associar igualment.

#### La segona fase: el politeisme
Aquesta etapa, confosa tot sovint amb la primera segons Comte, comença quan "la vida a la fi es gira de cap als objectes materials i es deixa endur misteriosament per diversos éssers ficticis, habitualment invisibles, la intervenció activa i continuada dels quals esdevé ençà la font de tots els fenòmens exteriors, dels humans inclosos" [trd.].

#### La tercera fase: el monoteisme
Durant aquesta fase, que constitueix a la vegada l'apogeu i el declivi de l'estadi teològic, "la raó restringeix com més va més el domini exercit anteriorment per la imaginació, tot deixant gradualment lloc al desenvolupament d'un sentiment universal, tot i que gairebé insignificant, d'un ajustament necessari de tots a fenòmens naturals dictats per unes lleis invariables" [trd.].

### L'estadi metafísic o abstracte
L'estadi metafísic, designat igualment com a abstracte, fa referència al Segle de les Llums i, principalment, als enciclopedistes. Auguste Comte els retreu que raonin a partir de la suposició abstracta i metafísica d'un contracte social primitiu, talment com ho havia fet Jean-Jacques Rousseau, així com els retreu de raonar a partir de drets individuals comuns a tot home, fet que aboca a unes idees de llibertat i sobirania del poble.
Molts filòsofs, així com alguns anomenats pares fundadors dels Estats Units, es defineixen, de fet, tot al llarg d'aquest segle xviii com a deistes, postura purament metafísica.

### L'estadi científic o positiu
A l'estadi científic, l'esperit humà renuncia temporalment a entendre l'origen o el destí eventual de l'univers, segons Comte, fins no obtenir-ne informació més ampliada. Renuncia per aquest refús a la pregunta per què, cara per a Aristòtil (i font d'errors variats en física), a favor de posar-se a la cerca de l'ús únic del raonament i l'observació de lleis efectives de la natura, "és a dir, les seves veritables relacions de successió i similitud" [trd.]. L'entrada en aquest estadi científic s'acompanya de l'abandó de l'etiologia en profit d'una explicació legislativa, és a dir, fonamentada en les lleis invariables.

La llei és substituïda a la causa, la previsió l'és a la genealogia:
"Així, el veritable esperit positiu consisteix sobretot a veure-hi per a preveure-hi, a estudiar allò que es disposa a donar conclusions, tot plegat en funció del dogma general de la invariabilitat de les lleis naturals" [trd.]. Agusute Comte, Discours sur l'esprit positif.
A l'edat de la ciència hi ha de correspondre una política fonamentada en una organització racional de la societat. Les grans línies d'aquesta política les dona la sociologia científica.
Una pregunta naturalment plantejada de seguit a tot això és la de saber per quina raó es pot constatar aquesta llei en particular més que aquella de més enllà. Algunes lleis, com la de l'acció i la reacció, es dedueixen per raonament; d'altres semblen gairebé arbitràries malgrat que el principi antròpic lleu ja permet suprimir les que haurien tornat impossible la nostra emergència; lacció a distància de la gravitació, que embarbussava Newton i de què en rebutjava tota hipòtesi, es resoldrà per la relativitat general; la mecànica quàntica fa aparèixer lleis ben diferents de les que observem a escala macroscòpica. El cas ací és lallò que aporta llum a les equacions, si reprenem l'expressió de Stephen Hawking, és encara oberta.

## Crítica a la Llei dels tres estadis

### Crítiques a la validesa de la teoria

#### Absència de causa primera
La llei dels tres estadis renuncia a considerar una causa primera, un principi primer, talment com es concep en l'àmbit de les religions. A Le Drame de l'humanisme athée (1942), el teòleg Henri de Lubac hi considera que la Llei dels tres estadis correspon realment a tres aspectes del raonament humà i no a una llei sobre l'evolució intel·lectual històrica.

#### Absència de raonament científic
William Whewell retreu a Comtes que de proposar uns "arrejaments" contraris "a la història, de fet, en principi, contraris a la tonalitat de la filosofia" [trd.]. L'historiador H. Floris Cohen fa en aquest sentit tot un esforç en dibuixar un punt de vista transversal sobre els fonaments del positivisme.
En contrapartida, Charles Darwin, escriu l'octubre del 1838, als seus quaderns privats, que "la idea de Comte d'un estadi teològic de la ciència [és una] gran idea" [trd.].

#### Eurocentrisme i etnocentrisme
El raonament de Comte s'ha pogut critica com a eurocèntric perquè diu voler una nova ciència atès que la societat ha arribat a un punt d'inflexió de camí cap a la modernitat i això és relatiu perquè la societat no equival pas a França, ni Europa. El món és més divers mentalment i geogràficament de com ens el presenta Comte.
A més a més d'això, Comte fa una lectura evolucionista i alhora etnocèntrica sobre les religions, pròpia del pensament colonial europeu. El cristianisme és al capdamunt de totes les religions i malgrat no trobar-se per davant la ciència, és una forma més madura de raonament, la qual cosa és falsa.

### Proposicions de reformulació

#### Gaston Bachelard
En el discurs preliminar a La formation de l'esprit scientifique (1938), Gaston Bachelard hi proposa la seva pròpia llei en tres etapes. La seva és una proposa que, segons l'autor, és més "precisa i particular que les formes comtianes" [trd.]:
- L'"estadi concret" dins del qual "l'esperit es fa amb les primeres imatges del fenomen i es recolza en una literatura filosòfica que glorifica la natura, tot evocant curiosament i a la vegada la unitat del món i la seva rica diversitat" [trd.]
- L'"estadi concret-abstracte" on "l'esperit s'uneix a l'experiència física dels esquemes geomètrics i es recolza sobre una filosofia de la simplicitat. L'esperit és encara en una situació paradoxal: és tant o més certer que la seva abstracció, més ben representat encara per una intuïció sensible" [trd.]
- L'"estadi abstracte" on l'"esperit extreu les informacions voluntàriament de la intuïció de l'espai real, voluntàriament deslligades de l'experiència immediata i fins i tot polemitzant amb la realitat primera, sempre impura, sempre informe" [trd.].

A aquesta llei que descriu l'accés progressiu de l'home al coneixement, Bachelard proposa d'afegir-hi una "llei dels tres estadis de l'ànima" [trd.]. Amb aquest joc de paraules recobreix la realitat següent:
- "Ànima pueril" o mundana, "animada per la curiositat nadiua, esparverada i sorpresa davant el fenomen instrumentat més minso, tot fent de la física un joc de distracció que pretexta com a acitud seriosa, i, per tant, obrint-se a ocasions de col·leccionar, de mantenir-se passiva fins i tot en el plaer de pensar" [trd.]
- "Ànima professora", "fidel al seu dogmatisme, immòbil quant a les primeres abstraccions apreses, es recolza per sempre més en els èxits escolars de la joventut, tot vomitant a cada cop la seva saviesa, així com imposant les seves demostracions, on tot es resumeix a un interès de la deducció, còmode amb l'autoritat com a mètode de verificabilitat, i, per tant, fa mostra de docilitat com ara Descartes o d'aburgesament com ara el doctorat de tota universitat" [trd.]
- A la fi, "l'ànima en cerca d'abstracte i quèquicoms", que té "una consciència científica pesant, lliurada als interessos deductius sempre imperfectes, tot jugant al perillós joc del raonament sense suport experimental estable; i pot per això mateix incomodar en tot moment per les objeccions als arugments emesos, tot posant en dubte un dret o una abstracció en particular, per convenciment que l'abstracció és un deure, el deure científic, possessió finalment apurada del raonament sobre el món!" [trd.]

Part d'aquests tres ítems sónel fruït d'una reformulació de la teoria de les ànimes d'Aristòtil, malgrat seguir una dialèctica positivista, de la infància a la maduresa.

## Biografia
- R. Aron. Les etapes del pensament sociològic (Vol. 2). Barcelona: Herder, 1994.